# Ztracené vejce
Ztracené vejce (nebo také zastřené vejce či pošírované vejce) je pokrm podávaný nejčastěji jako snídaně nebo přesnídávka. Jedná se o vejce rychle vařené ve vroucí vodě, kdy žloutek zůstane tekutý.
Pro přípravu ztraceného vejce je dále zapotřebí ocet. Existují dvě varianty přípravy, kdy při jedné se rozklepne vejce do vroucí vody s octem, druhá varianta spočívá v užití malého omáčníku se studeným octem a do něj rozklepnuté vejce se vlije do vody vroucí. Nejdůležitějším krokem je ve vroucí vodě vytvořit předem vír, který vejce zaobalí do bílku a dosáhneme konečné podoby pokrmu.